# ووکسان
ووکسان (انگلیسی: Voxan) شرکت موتورسیکلت‌سازی فرانسوی است، که در سال ۱۹۹۵ تأسیس شد.